# Jürgen Herrmann (Moderator)
Jürgen Herrmann (geboren 28. September 1943 in Templin) ist ein deutscher Hörfunkmoderator. 

## Leben
Er wuchs in Berlin auf, schloss die Schule mit der mittleren Reife ab und zog 1963 nach München. 1970 kam er zum Bayerischen Rundfunk.
Jürgen Herrmann moderierte nach einem Casting zunächst den Club 16 auf Bayern 2, eine Sendung mit für damalige Verhältnisse progressiver Rockmusik. Er fiel durch seine sanfte, hochdeutsche Stimme auf. Drei Jahre nachdem Club 16 1974 Teil des Zündfunks geworden war, wechselte er in eine Festanstellung als Musikredakteur auf die musikalisch leichtere Welle Bayern 3. Dort arbeitete er mit den Moderatoren Thomas Gottschalk und Fritz Egner zusammen. Er betreute und moderierte Sendungen wie den Pop Club oder den Nachtrock, ab 1992 die ARD-Popnacht. Von 1998 bis 2006 moderierte Herrmann Musiksendungen mit Rockmusik aus den Zeiten seiner Jugend.